# 1997-es Eurovíziós Dalfesztivál
Az 1997-es Eurovíziós Dalfesztivál volt a negyvenkettedik Eurovíziós Dalfesztivál, melynek Írország fővárosa, Dublin adott otthont. A helyszín – négy év alatt már a harmadik alkalommal – a dublini Point Theatre volt.

## A résztvevők
Az 1993-as Eurovíziós Dalfesztivál óta először csatlakozott a mezőnyhöz Olaszország. Azonban a verseny után a RAI bejelentette, hogy többé nem kíván részt venni, így az ez évi volt az utolsó olasz induló a dalversenyen egészen 2011-ig.
Az EBU módosított a kieséses rendszeren. Ezentúl nem az előző év utolsó öt helyezettje esett ki, hanem az előző öt verseny alapján számított átlagos pontszám alapján döntötték el a résztvevőket. Ez a rendszer 2001-ig maradt érvényben.
A magyar képviselő a V.I.P. együttes volt. Miért kell, hogy elmenj? című dalukkal a Magyar Televízió által rendezett nemzeti döntőn nyerték el az indulás jogát. Dublinban 39 ponttal a 12. helyen végeztek.
1996 után sorozatban másodszor versenyzett a török Şebnem Paker és az észt Maarja-Liis Ilus is. 1994 után szintén másodszor szerepelt a bosnyák Alma Čardžić.

## A verseny
A dalversenyek korábban főleg az idősebb korosztályhoz szóltak. Például hagyományosan a nézőtéren öltönyben és estélyiben foglaltak helyet a nézők. Az ír szervezők ezúttal megpróbáltak a fiatalok felé nyitni. Felkérték társműsorvezetőnek a népszerű ír fiúcsapat, a Boyzone frontemberét, Ronan Keatinget, és az együttes a dalok utáni szünetben is fellépett.
Először tették lehetővé az indulók számára, hogy a zenekar helyett a zene teljes egészében felvételről szóljon, majd az 1999-es versenyen már nem is volt zenekar.
A verseny Magyarországon élőben volt látható az MTV 1-en. A közvetítés kommentátora Vágó István volt, a magyar zsűri pontjait Albert Györgyi ismertette.

## A szavazás
A szavazási rendszer megegyezett az 1980-as versenyen bevezetettel. Minden ország a kedvenc 10 dalára szavazott, melyek 1-8, 10 és 12 pontot kaptak. A szóvivők növekvő sorrendben hirdették ki a pontokat.
Néhány ország (Ausztria, Németország, Svédország, Svájc és az Egyesült Királyság) első alkalommal tesztelte a telefonos közönségszavazást. A következő évben már az országok többsége így szavazott.
Érdekesség, hogy először fordult elő, hogy a görög zsűri pontot adott Törökországnak, annak ellenére, hogy a két ország ekkor már több, mint húsz éve versenyzett.
Norvégia és Portugália pont nélkül zárta a versenyt.
A szavazás során az Egyesült Királyság sorozatban ötször kapott 12 pontot – a magyar zsűri nyitotta a sort –, ezzel beállították Izrael 1978-as rekordját. Összesen pedig akkor rekordot jelentő tíz alkalommal kapták meg a maximális 12 pontot. (Ezt a rekordot később a 2005-ös győztes is beállította, majd 2009-ben a tizenhat 12 pontot kapó norvég győztes megdöntötte, jelenleg pedig a svéd Loreen 18 darab 12 ponttal tartja a rekordot, amit a 2012-es bakıi megmérettetésen szerzett.)
A brit dal szintén rekordmennyiségű 227 ponttal zárt, amely a maximálisan megszerezhető 288 pontnak a 78,82%-a. Ezzel az 1976-os és az 1982-es győztes után Katrina Leskanich Love Shine a Light című dala a dalverseny történetének harmadik legsikeresebb dala. Ez volt az Egyesült Királyság ötödik – és eddig utolsó – győzelme.

## Térkép

Részt vevő országok
Országok, melyek korábban részt vettek, de ebben az évben nem

## Eredmények
| #  | Ország              | Nyelv    | Előadó                        | Dal                      | Magyar fordítás            | Helyezés | Pontszám |
| -- | ------------------- | -------- | ----------------------------- | ------------------------ | -------------------------- | -------- | -------- |
| 01 | Ciprus              | görög    | Hará és Andréasz Konsztandínu | Mána mu                  | Anyaföld                   | 5.       | 98       |
| 02 | Törökország         | török    | Şebnem Paker & Grup Etnik     | Dinle                    | Hallgasd                   | 3.       | 121      |
| 03 | Norvégia            | norvég   | Tor Endresen                  | San Francisco            | —                          | 24.      | 0        |
| 04 | Ausztria            | német    | Bettina Soriat                | One Step                 | Egy lépés                  | 21.      | 12       |
| 05 | Írország            | angol    | Marc Roberts                  | Mysterious Woman         | Rejtélyes nő               | 2.       | 157      |
| 06 | Szlovénia           | szlovén  | Tanja Ribič                   | Zbudi se                 | Ébredj fel                 | 10.      | 60       |
| 07 | Svájc               | olasz    | Barbara Berta                 | Dentro di me             | Bennem                     | 22.      | 5        |
| 08 | Hollandia           | holland  | Mrs. Einstein                 | Niemand heeft nog tijd   | Senkinek sincs ideje többé | 22.      | 5        |
| 09 | Olaszország         | olasz    | Jalisse                       | Fiumi di parole          | Szavak folyamai            | 4.       | 114      |
| 10 | Spanyolország       | spanyol  | Marcos Llunas                 | Sin rencor               | Harag nélkül               | 6.       | 96       |
| 11 | Németország         | német    | Bianca Shomburg               | Zeit                     | Idő                        | 18       | 22       |
| 12 | Lengyelország       | lengyel  | Anna Maria Jopek              | Ale jestem               | De én létezek              | 11.      | 54       |
| 13 | Észtország          | észt     | Maarja-Liis Ilus              | Keelatud maa             | Tiltott föld               | 8.       | 82       |
| 14 | Bosznia-Hercegovina | bosnyák  | Alma Čardžić                  | Goodbye                  | Viszlát                    | 18.      | 22       |
| 15 | Portugália          | portugál | Célia Lawson                  | Antes do adeus           | A búcsú előtt              | 24.      | 0        |
| 16 | Svédország          | svéd     | Blond                         | Bara hon älskar mig      | Bárcsak szeretne engem     | 14.      | 36       |
| 17 | Görögország         | görög    | Marianna Zorba                | Horepse                  | Táncolj                    | 12.      | 39       |
| 18 | Málta               | angol    | Debbie Scerri                 | Let Me Fly               | Engedd, hogy repüljek      | 9.       | 66       |
| 19 | Magyarország        | magyar   | V.I.P.                        | Miért kell, hogy elmenj? | —                          | 12.      | 39       |
| 20 | Oroszország         | orosz    | Alla Pugacheva                | Primadonna               | —                          | 15.      | 33       |
| 21 | Dánia               | dán      | Kølig Kaj                     | Stemmen i mit liv        | A hang az életemben        | 16.      | 25       |
| 22 | Franciaország       | francia  | Fanny                         | Sentiments songes        | Ábrándos érzelmek          | 7.       | 95       |
| 23 | Horvátország        | horvát   | E.N.I.                        | Probudi me               | Ébressz fel                | 17.      | 24       |
| 24 | Egyesült Királyság  | angol    | Katrina & the Waves           | Love Shine a Light       | Fényt gyújt a szeretet     | 1.       | 227      |
| 25 | Izland              | izlandi  | Paul Oscar                    | Minn hinsti dans         | Az utolsó táncom           | 20.      | 18       |

## Ponttáblázat
| Piros: Telefonos szavazás Kék: Zsűri | Szavazók | Szavazók            | Szavazók    | Szavazók | Szavazók | Szavazók | Szavazók  | Szavazók | Szavazók  | Szavazók    | Szavazók      | Szavazók    | Szavazók      | Szavazók   | Szavazók     | Szavazók   | Szavazók   | Szavazók    | Szavazók | Szavazók     | Szavazók    | Szavazók | Szavazók      | Szavazók     | Szavazók           | Szavazók |
| Piros: Telefonos szavazás Kék: Zsűri | Össz     | Ciprusi Köztársaság | Törökország | Norvégia | Ausztria | Írország | Szlovénia | Svájc    | Hollandia | Olaszország | Spanyolország | Németország | Lengyelország | Észtország | Bosznia 1998 | Portugália | Svédország | Görögország | Málta    | Magyarország | Oroszország | Dánia    | Franciaország | Horvátország | Egyesült Királyság | Izland   |
| ------------------------------------ | -------- | ------------------- | ----------- | -------- | -------- | -------- | --------- | -------- | --------- | ----------- | ------------- | ----------- | ------------- | ---------- | ------------ | ---------- | ---------- | ----------- | -------- | ------------ | ----------- | -------- | ------------- | ------------ | ------------------ | -------- |
| Ciprus                               | 98       |                     |             | 2        |          | 3        | 4         | 4        | 10        | 4           | 10            | 5           |               | 1          |              | 3          |            | 12          | 7        |              | 1           | 7        | 4             | 4            | 5                  | 12       |
| Törökország                          | 121      |                     |             |          | 7        | 2        |           | 6        | 2         | 7           | 12            | 12          |               | 6          | 12           | 5          | 6          | 7           | 10       | 6            | 4           |          | 6             |              | 4                  | 7        |
| Norvégia                             | 0        |                     |             |          |          |          |           |          |           |             |               |             |               |            |              |            |            |             |          |              |             |          |               |              |                    |          |
| Ausztria                             | 12       |                     |             |          |          |          |           |          | 3         |             |               |             | 1             |            |              |            |            |             |          | 5            | 3           |          |               |              |                    |          |
| Írország                             | 157      | 8                   | 6           | 3        | 10       |          | 1         | 7        | 4         | 10          | 6             | 8           | 7             | 8          | 8            | 10         | 10         |             |          | 8            | 5           | 10       | 10            | 6            | 12                 |          |
| Szlovénia                            | 60       | 2                   | 10          |          |          |          |           |          |           |             |               |             | 2             | 4          | 7            | 4          |            | 3           | 5        |              | 10          |          | 7             | 3            |                    | 3        |
| Svájc                                | 5        |                     |             |          |          |          |           |          |           | 2           | 3             |             |               |            |              |            |            |             |          |              |             |          |               |              |                    |          |
| Hollandia                            | 5        |                     | 1           |          |          |          |           |          |           |             |               |             |               |            |              |            |            |             | 4        |              |             |          |               |              |                    |          |
| Olaszország                          | 114      | 6                   | 5           |          | 1        | 1        | 10        | 10       | 7         |             | 8             | 4           | 8             |            | 6            | 12         | 3          | 5           |          | 3            | 7           | 4        |               | 10           | 3                  | 1        |
| Spanyolország                        | 96       | 10                  | 4           |          |          | 6        | 5         | 8        | 6         | 3           |               | 2           | 4             |            |              | 8          |            | 6           | 12       | 10           | 8           | 2        | 2             |              |                    |          |
| Németország                          | 22       |                     |             |          | 3        |          |           | 5        |           | 5           |               |             |               |            |              |            |            |             | 3        | 1            |             |          |               | 5            |                    |          |
| Lengyelország                        | 54       |                     |             | 4        | 8        |          | 7         |          | 1         | 1           | 2             | 6           |               | 3          | 4            | 2          |            | 1           |          | 7            |             | 5        | 3             |              |                    |          |
| Észtország                           | 82       | 1                   |             |          | 6        | 8        | 3         |          |           | 12          | 4             | 7           | 6             |            | 1            | 1          | 1          |             |          | 4            |             | 8        | 8             |              | 10                 | 2        |
| Bosznia-Hercegovina                  | 22       |                     | 8           |          | 4        |          |           | 2        |           |             |               | 3           |               |            |              |            | 4          |             |          |              |             |          |               | 1            |                    |          |
| Portugália                           | 0        |                     |             |          |          |          |           |          |           |             |               |             |               |            |              |            |            |             |          |              |             |          |               |              |                    |          |
| Svédország                           | 36       |                     |             | 8        |          | 5        | 6         |          |           |             |               |             |               |            |              |            |            |             |          |              |             | 6        |               |              | 7                  | 4        |
| Görögország                          | 39       | 12                  |             | 5        |          |          |           |          |           |             | 7             |             |               |            |              |            |            |             | 6        |              | 2           |          |               | 7            |                    |          |
| Málta                                | 66       | 5                   | 12          | 10       |          | 7        |           |          |           | 6           | 1             |             |               |            | 5            |            |            | 8           |          |              |             | 3        | 1             | 8            |                    |          |
| Magyarország                         | 39       |                     | 3           |          |          | 4        |           |          |           |             |               |             | 5             | 5          |              |            |            |             | 2        |              |             |          | 5             | 2            | 8                  | 5        |
| Oroszország                          | 33       |                     |             | 1        | 5        |          | 12        |          | 8         |             |               |             |               | 7          |              |            |            |             |          |              |             |          |               |              |                    |          |
| Dánia                                | 25       |                     |             | 7        |          |          |           | 1        |           |             |               |             |               |            |              |            | 7          | 2           |          |              |             |          |               |              | 2                  | 6        |
| Franciaország                        | 95       | 3                   | 2           | 12       |          | 10       | 2         | 3        | 5         |             |               |             | 12            | 12         | 3            | 6          | 2          | 4           |          | 2            | 6           | 1        |               |              |                    | 10       |
| Horvátország                         | 24       | 4                   |             |          |          |          |           |          |           |             |               | 1           | 3             |            | 2            |            | 5          |             | 8        |              |             |          |               |              | 1                  |          |
| Egyesült Királyság                   | 227      | 7                   | 7           | 6        | 12       | 12       | 8         | 12       | 12        | 8           | 5             | 10          | 10            | 10         | 10           | 7          | 12         | 10          | 1        | 12           | 12          | 12       | 12            | 12           |                    | 8        |
| Izland                               | 18       |                     |             |          | 2        |          |           |          |           |             |               |             |               | 2          |              |            | 8          |             |          |              |             |          |               |              | 6                  |          |

## Visszatérő előadók
| Előadó                                       | Ország              | Előző év(ek) |
| -------------------------------------------- | ------------------- | ------------ |
| Şebnem Paker (a Grup Etnik közreműködésében) | Törökország         | 1996         |
| Maarja-Liis Ilus                             | Észtország          | 1996         |
| Alma Čardžić                                 | Bosznia-Hercegovina | 1994         |

## A magyar nemzeti döntő
A magyar nemzeti döntőt a Magyar Televízió 4-es stúdiójában rendezték Budapesten 1997. február 28-án. A műsorban a televízió által meghívott lemezkiadók előadói mutatták be saját, új szerzeményeiket. A műsorvezető Vágó István volt. A győztest öt regionális zsűri választotta ki (Budapest, Debrecen, Pécs, Szeged és Szombathely), melyek 10, 7, 5, 3 és 1 pontot adtak az öt kedvenc daluknak. A tizenkilenc produkciót előre rögzítették, a műsort az MTV 2 közvetítette 22:45-től, majd éjfél után élőben kapcsolták a körzeti stúdiókat, hogy az ottani szóvivők ismertessék, hogyan szavazott a szakmai zsűri. A pontozást követően a válogatót a V.I.P. együttes nyerte Miért kell, hogy elmenj? című dalukkal, így ők képviselhették Magyarországot az Eurovíziós Dalfesztiválon Dublinban.

### Eredmények
| #  | Előadó              | Dal (Szerzők)                                       | MTV körzeti stúdióinak pontozása | MTV körzeti stúdióinak pontozása | MTV körzeti stúdióinak pontozása | MTV körzeti stúdióinak pontozása | MTV körzeti stúdióinak pontozása | Pontszám | Helyezés |
| #  | Előadó              | Dal (Szerzők)                                       | Debrecen                         | Szeged                           | Pécs                             | Szombathely                      | Budapest                         | Pontszám | Helyezés |
| -- | ------------------- | --------------------------------------------------- | -------------------------------- | -------------------------------- | -------------------------------- | -------------------------------- | -------------------------------- | -------- | -------- |
| 1  | Rockfort együttes   | Jolly (Géczi Erika)                                 | 10                               |                                  |                                  | 1                                | 3                                | 14       | 3.       |
| 2  | Rozsi Marianna      | Nem bújhatsz el (Weszely–Vas)                       |                                  |                                  |                                  |                                  |                                  | 0        | 14.      |
| 3  | Almási Adrienne     | Eltévedt üzenet (Weszely–Horváth)                   |                                  |                                  |                                  |                                  |                                  | 0        | 14.      |
| 4  | Szerda Délután      | Valami eltűnt (Gyarmati–Bíró)                       |                                  |                                  |                                  |                                  |                                  | 0        | 14.      |
| 5  | Melinda és Lui      | Talán (Turi Lajos)                                  |                                  |                                  |                                  |                                  |                                  | 0        | 14.      |
| 6  | Orsi                | Választok egy csillagot (Dorozsmai Péter)           |                                  |                                  |                                  |                                  | 10                               | 10       | 6.       |
| 7  | V.I.P. együttes     | Miért kell, hogy elmenj? (Rakonczai–Bokor–Józsa)    | 3                                |                                  | 10                               | 7                                | 7                                | 27       | 1.       |
| 8  | Ferencz Orsolya     | Ne bántsd a feketerigót (Blum–Bradányi)             |                                  |                                  |                                  |                                  |                                  | 0        | 14.      |
| 9  | CET együttes        | Egy pillanat volt (Gátos–Teravágimov)               |                                  | 7                                |                                  |                                  | 5                                | 12       | 5.       |
| 10 | Popper Péter        | Szavak nélkül (Létray–Szabó)                        | 5                                |                                  |                                  |                                  |                                  | 5        | 9.       |
| 11 | Nádasi Veronika     | Tavasz a télben (Kalmus–Bakó)                       | 1                                | 10                               |                                  | 10                               |                                  | 21       | 2.       |
| 12 | Auth Csilla         | Nem lehet az utolsó az első szerelem (Heilig Gábor) |                                  | 3                                |                                  |                                  |                                  | 3        | 11.      |
| 13 | Dina                | Ugye szólsz? (Pénz egy.–Csurgó)                     |                                  |                                  | 5                                |                                  |                                  | 5        | 9.       |
| 14 | Cotton Club Singers | Úgy szeress, mint én (Robin McAlpine–Tasnádi)       |                                  | 5                                |                                  | 3                                |                                  | 8        | 7.       |
| 15 | Majsai Gábor        | Mitől olvad a szíved fel? (Kaszás Péter)            |                                  |                                  | 3                                |                                  |                                  | 3        | 11.      |
| 16 | Harvest             | A hatodik sorban (Gál–Gál)                          |                                  |                                  |                                  |                                  |                                  | 0        | 14.      |
| 17 | Yellow Rebel        | Csak te legyél (Jenei Szilveszter)                  |                                  |                                  | 1                                |                                  |                                  | 1        | 13.      |
| 18 | Takáts Tamás        | Újra itt volnál (Takáts Tamás)                      |                                  | 1                                | 7                                |                                  |                                  | 8        | 7.       |
| 19 | Krassy Renáta       | Dal neked (Kocsák–Miklós)                           | 7                                |                                  |                                  | 5                                | 1                                | 13       | 4.       |

Pontbejelentők:
- Debrecen: Kozári Réka
- Szeged: Kocsor Erika
- Pécs: Erős Antónia
- Szombathely: Horváth Szilárd
- Budapest: Deák András